# Saltos ornamentais nos Jogos Pan-Americanos de 1999
As competições de saltos ornamentais nos Jogos Pan-Americanos de 1999 foram realizadas em Winnipeg, Canadá. Esta foi a décima  terceira edição do esporte nos Jogos Pan-Americanos. 

## Masculino

### Trampolim de 3 metros
| POSIÇÃO | ATLETA                |
| ------- | --------------------- |
|         | Mark Ruiz (USA)       |
|         | Fernando Platas (MEX) |
|         | Troy Dumais (USA)     |

### Plataforma de 10 metros
| POSIÇÃO | ATLETA                |
| ------- | --------------------- |
|         | Fernando Platas (MEX) |
|         | José Guerra (CUB)     |
|         | Eduardo Rueda (MEX)   |

## Feminino

### Trampolim de 3 metros
| POSIÇÃO | ATLETA                   |
| ------- | ------------------------ |
|         | Eryn Bulmer (CAN)        |
|         | Jenny Lingamfelter (USA) |
|         | Blythe Hartley (CAN)     |

### Plataforma de 10 metros
| POSIÇÃO | ATLETA               |
| ------- | -------------------- |
|         | Émilie Heymans (CAN) |
|         | Blythe Hartley (CAN) |
|         | María Alcalá (MEX)   |

## Quadro de medalhas
| Posição | Nação              |   |   |   | Total |
| ------- | ------------------ | - | - | - | ----- |
| 1       | CAN Canadá         | 2 | 1 | 1 | 4     |
| 2       | MEX México         | 1 | 1 | 2 | 4     |
| 3       | USA Estados Unidos | 1 | 1 | 1 | 3     |
| 4       | CUB Cuba           | 0 | 1 | 0 | 1     |
| Total   | Total              | 4 | 4 | 4 | 12    |